# Mirosławice (województwo dolnośląskie)
Mirosławice (niem. Rosenthal-Mörschelwitz) – wieś położona w województwie dolnośląskim, w powiecie wrocławskim, w gminie Sobótka przy drodze krajowej nr 35.
W latach 1975–1998 miejscowość należała administracyjnie do województwa wrocławskiego.

## Demografia
Według Narodowego Spisu Powszechnego (2021 r.) liczyły 383 mieszkańców. Są drugą co do wielkości miejscowością gminy Sobótka oraz piątą co do liczby ludności.

## Lądowisko
W Mirosławicach znajduje się niewielkie lądowisko sportowe.
Pierwotnie powstało w 1938 dla bazy lotniczej sił powietrznych Luftwaffe.

## Historia
W okresie hitlerowskiego reżimu w latach 1937–1945 miejscowość nosiła nazwę Rosenborn.
W latach 1946-1998 miejscowość była częścią województwa Wrocławskiego.
W 2019 w miejscowości otworzono tunel aerodynamiczny Flyspot.

## Zabytki
Do wojewódzkiego rejestru zabytków wpisany jest:
- zespół pałacowy, z początku XIX w., początek XX w.:
  - pałac-dwór, dobrze zachowany piętrowy zbudowany w pierwszej dekadzie XIX w. w stylu klasycyzmu, przebudowany w okresie 1911–1913. Fasady ozdobne, zdobione płaskorzeźbami
  - park